# Mormântul lui Nicolae Iorga
Mormântul lui Nicolae Iorga este un monument istoric aflat pe teritoriul municipiului București.

## Imagini

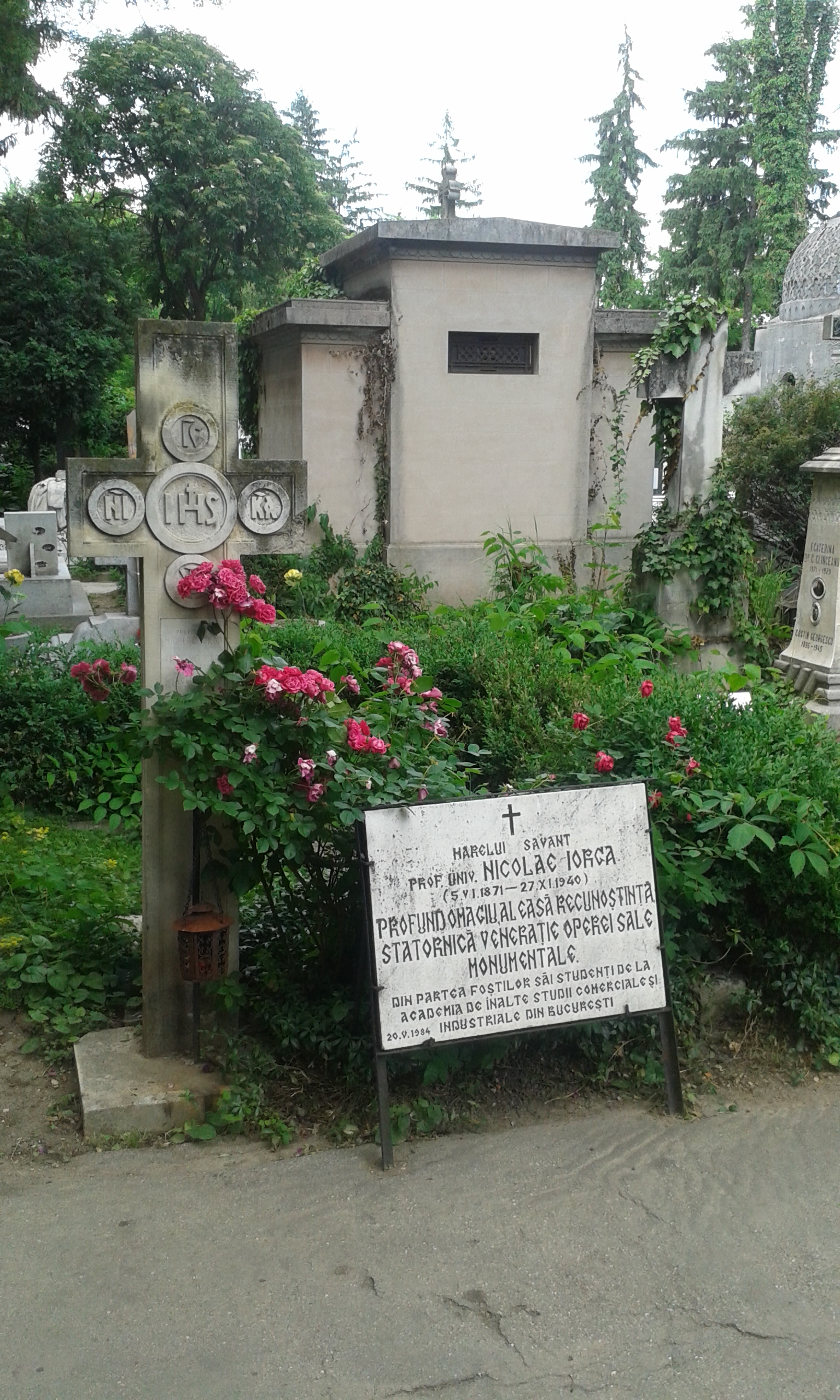
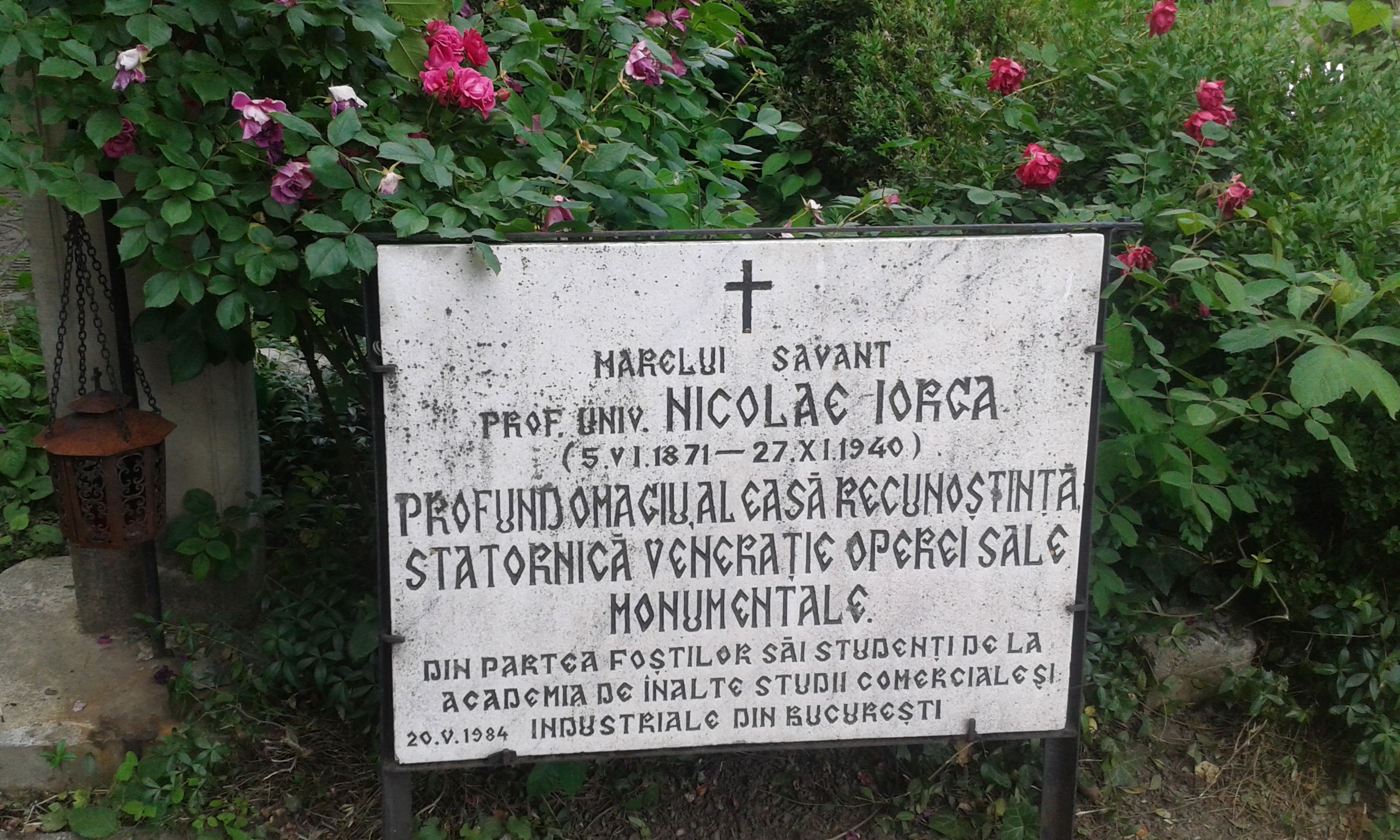